# Neocoenorhinidius pseudocribrum
Neocoenorhinidius pseudocribrum là một loài bọ cánh cứng trong họ Rhynchitidae. Loài này được Legalov in Legalov & Fremuth miêu tả khoa học năm 2002.